# Bob Dylan Blues
«Bob Dylan Blues» — песня написанная в 1965 году основателем Pink Floyd Сидом Барреттом. Записанная во время сессий к альбому Barrett, она не была издана вплоть до 2001 года, когда была включена в сборник The Best of Syd Barrett.

## Написание и запись
Предположительно эта песня была написана Барреттом после посещения концерта в 1964 году. Это одна из самых ранних песен Барретта, написанных ещё до того, как он заключил контракт на запись. Эта песня наряду с «Terrapin» и «Maisie» отражала ранний интерес Барретта к блюзу.
Песня была записана 26 февраля 1970 года и с тех пор была в значительной степени забыта до тех пор, пока Дэвид Гилмор не нашёл магнитную ленту в своей личной коллекции. В 2001 году она была издана на сборнике The Best of Syd Barrett: Wouldn't You Miss Me?.

## Участник записи
- Сид Баррет — акустическая гитара, основной и гармонический вокал